# Минчовци
„Минчовци“ е българска телевизионна новела (социално-психологическа драма) от 1975 година на режисьора Иван Зоин, по сценарий на Дончо Цончев. Оператор е Владимир Коцев. Музикално оформление – Петър Лъджев. Художник – Людмила Димова.
Базиран на новела на Дончо Цончев.

## Актьорски състав
| Изпълнител         | Роля                                      |
| ------------------ | ----------------------------------------- |
| Христо Попов       | бай Минчо, бригадир на строителна бригада |
| Чавдар Гергов      | Тушков                                    |
| Колчо Николов      | Илия                                      |
| Тодор Иванов       | Данаил                                    |
| Данаил Ангелов     | Боне                                      |
| Николай Пашов      | Геле                                      |
| Ибиш Орханов       | Исмаил                                    |
| Мая Динева         | Мария                                     |
| Вера Среброва      | датчанката                                |
| Венета Зюмбюлева   | дамата от бара                            |
| Михаил Виходцевски | сервитьор                                 |
| Здравка Шалева     | девойка на дансинга                       |